# Estatuto Albertino

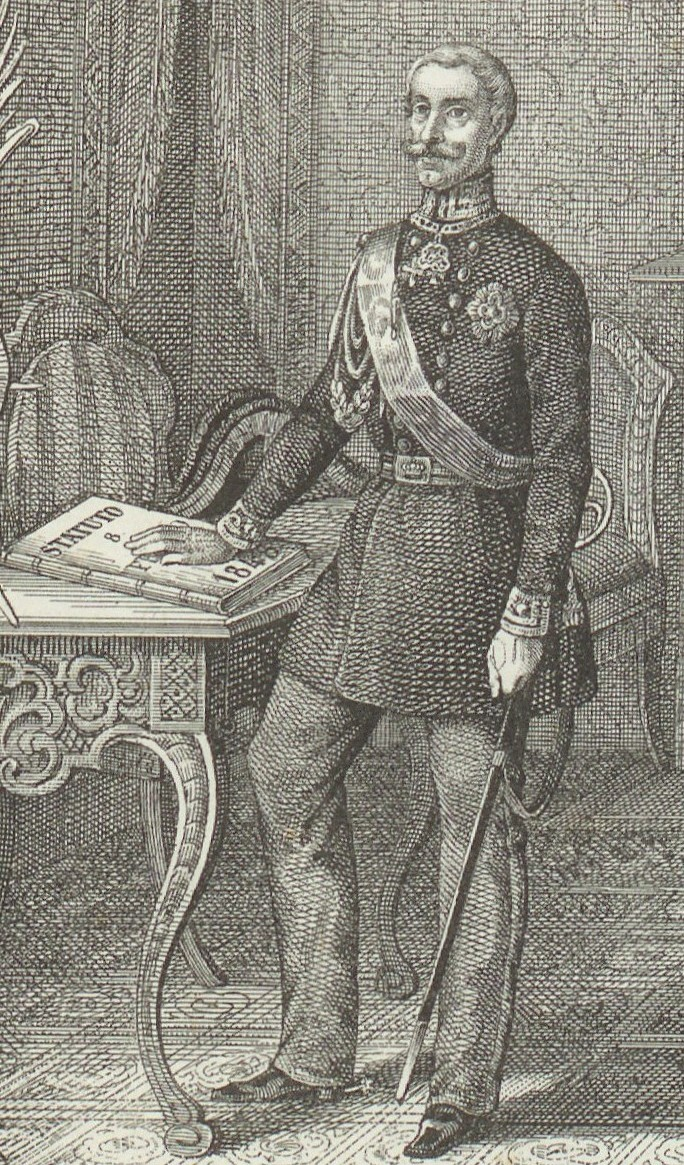
Retrato comemorativo de Carlo Alberto de Savoia com a mão direita levantada no Estatuto, 1849.

O Estatuto Albertino (em italiano Statuto Albertino) foi a lei fundamental da monarquia dos Saboia, promulgada em 4 de março de 1848 por Carlos Alberto de Saboia e autodenomina-se a “Lei Fundamental, perpétua e irrevogável da Monarquia dos Saboia.

## História

Itália durante a era imperial.

Foi o resultado dos movimentos promovidos pela burguesia, dos quais também participou a classe aristocrática, nas principais cidades do Reino da Sardenha.
Carlos Alberto em 1837 publicou o Código Civil, seguido do Código Penal (1839), permitiu a publicação de jornais com artigos relacionados à política (1847); anos depois, criou um Tribunal de Revisão ("Corte de Cassazione") para garantir a uniformidade de jurisdição no estado, reduzindo as acusações do antigo Senado e publicando um procedimento criminal baseado no debate das várias questões e problemas da nação. Com base nas ideias austríacas, ele modernizou a composição do Conselho de Estado criado em 1831, ao qual designou dois representantes por cada divisão territorial, por sua vez representados pelos respectivos conselheiros provinciais.
Carlos Alberto decidiu preparar uma declaração de princípios, que se tornaria a base do estatuto, foi proclamada em 8 de fevereiro de 1848 ou três dias antes que o Grão-duque da Toscana tomasse a mesma decisão. Tais bases indicadas em quatorze pontos foram concedidas pela generosidade benevolente do monarca. Desta forma, Carlos Alberto tranquilizou os democratas e liberais.
O Conselho da Conferência, encarregado de preparar a carta, tinha como objetivo principal caracterizar entre os modelos constitucionais europeus, aquele que se adaptava às necessidades do Reino da Sardenha, e que produzia o mínimo de alteração dentro das ordens institucionais. Este modelo foi caracterizado na constituição orleanista de 1830 e na belga de 1831. Poucos dias depois, entre 23 e 24 de fevereiro com a revolução, em Paris a monarquia e a Constituição foram encerradas.

## Significado
Sendo o Estatuto Albertino uma carta concedida pelo monarca (carta ottriata, do francês octroyée: concessa dal sovrano), seu preâmbulo cobre uma importância particular. Cabe destacar, ainda, que a carta não se caracteriza como Constituição. Desde o seu início o estatuto foi definido como uma forma de monarquia constitucional, mas acabou por ser uma forma de monarquia parlamentar, portanto, em vez de ser rígido, isto é, perpétuo e irrevogável, era de natureza flexível (na verdade era facilmente modificável por lei ordinária).
A primeira modificação feita pelo estatuto foi em relação à bandeira, que foi alterada de azul para tricolor (verde, vermelha e branca) em comemoração à rebelião Lombardo-Veneto contra o domínio austríaco em 1848. O fato de o documento ser considerado preguiçoso, ambíguo e genérico apareceu como defeito, porém revelou-se uma vantagem. O texto do estatuto permaneceu válido até à chegada do período fascista.
O Estatuto Albertino é definido como uma carta que corresponde a uma breve constituição: limita-se a declarar os direitos (que se referem à liberdade do Estado), e a caracterizar a forma de governo. Reconhece os princípios da igualdade (art. 24: "Todos os habitantes do reino, qualquer que seja seu título ou grau, são iguais perante a lei. Todos gozam igualmente de direitos civis e políticos, e são admitidos em cargos públicos civis e militares, exceto as exceções previstas na lei".), liberdade individual (art. 26: " A liberdade individual é garantida. Ninguém pode ser preso ou levado a julgamento, exceto nos casos previstos em lei, e na forma que esta prescrever".), liberdade de imprensa (art. 28: “A Imprensa será livre, mas uma lei reprimirá os abusos. Ainda as Bíblias, religião católica.

## O Rei e o Governo
A monarquia era, de acordo com a lei sálica, hereditária e constitucional. O rei detinha o poder supremo e sua pessoa era mantida sagrada e inviolável, embora isso não signifique que ele não devesse respeitar as leis. O artigo 22 estipula: “O rei, subindo ao trono, empresta presença de câmeras reunidas em juramento para observar lealmente o Estatuto”.